# 고양 길상사 묘법연화경
고양 길상사 묘법연화경(妙法蓮華經)은 대한민국 경기도 고양시 일산동구 식사동 길상사에 있는 묘법연화경이다. 2011년 10월 4일 경기도의 유형문화재 제260호로 지정되었다.

## 지정 사유
조선 명종16(1561)년에 판각되어 간행된 목판본으로 현재 전 7권7책 완질본으로는 매우 휘귀한 실정이므로 불교판본학 연구에 귀중한 자료적 가치가 인정된다.

## 같이 보기
- 묘법연화경

## 참고 문헌
- 고양시 길상사 묘법연화경 - 국가유산청 국가유산포털